# 2024年スペイングランプリ
2024年スペイングランプリ（英: 2024 Spanish Grand Prix、正式名称: Formula 1 Aramco Gran Premio de España 2024）は、2024年のF1世界選手権第10戦として、2024年6月23日にカタロニア・サーキットで開催された。

## 背景
タイヤ
ピレリが持ち込んだドライ用タイヤのコンパウンドはハード（白）：C1、ミディアム（黄）：C2、ソフト（赤）：C3のハード寄りの組み合わせ。
| ドライ用   | ドライ用       | ドライ用   | ウェット用           | ウェット用   |
| C1         | C2             | C3         | インターミディエイト | フルウェット |
| ---------- | -------------- | ---------- | -------------------- | ------------ |
| （ハード） | （ミディアム） | （ソフト） | （小雨用）           | （大雨用）   |
DRS：2箇所
※（　）内は検知ポイント
- DRS1：ターン9より40m先から（ターン9より86m手前）
- DRS2：ターン14より157m先から（セーフティカーライン1）

## エントリー
レギュラードライバーは前戦カナダGPから変更なし。ハースはリザーブドライバーのオリバー・ベアマンがニコ・ヒュルケンベルグに代わってFP1を走行する。なお、ベアマンは第7戦エミリア・ロマーニャGP以来今季2回目のFP1参加となる。

## フリー走行
FP1
2024年6月21日 13:30 CEST(UTC+2) （特記のない出典: ）
- 気温：27 °C (81 °F) 路面温度：46 °C (115 °F) 天候：晴 路面状況：ドライ

FP2
2024年6月21日 17:00 CEST(UTC+2) （特記のない出典: ）
- 気温：25 °C (77 °F) 路面温度：43 °C (109 °F) 天候：晴 路面状況：ドライ

FP3
2024年6月22日 12:30 CEST(UTC+2) （特記のない出典: ）
- 気温：26 °C (79 °F) 路面温度：41 °C (106 °F) 天候：晴 路面状況：ドライ

### 各セッションの順位
| 順位  | ドライバー         | コンストラクター | タイム   |
| ----- | ------------------ | ---------------- | -------- |
| 1     | L.ノリス           | マクラーレン     | 1:14.228 |
| 2     | M.フェルスタッペン | レッドブル       | 1:14.252 |
| 3     | C.サインツ         | フェラーリ       | 1:14.572 |
| 4     | G.ラッセル         | メルセデス       | 1:14.614 |
| 5     | S.ペレス           | レッドブル       | 1:14.692 |
| 出典: |                    |                  |          |

| 順位  | ドライバー         | コンストラクター | タイム   |
| ----- | ------------------ | ---------------- | -------- |
| 1     | L.ハミルトン       | メルセデス       | 1:13.264 |
| 2     | C.サインツ         | フェラーリ       | 1:13.286 |
| 3     | L.ノリス           | マクラーレン     | 1:13.319 |
| 4     | P.ガスリー         | アルピーヌ       | 1:13.443 |
| 5     | M.フェルスタッペン | レッドブル       | 1:13.504 |
| 出典: |                    |                  |          |

| FP3 \| 順位 \| ドライバー \| コンストラクター \| タイム \| \| ---------- \| ------------------ \| ---------------- \| -------- \| \| 1 \| C.サインツ \| フェラーリ \| 1:13.013 \| \| 2 \| L.ノリス \| マクラーレン \| 1:13.043 \| \| 3 \| C.ルクレール \| フェラーリ \| 1:13.050 \| \| 4 \| M.フェルスタッペン \| レッドブル \| 1:13.087 \| \| 5 \| G.ラッセル \| メルセデス \| 1:13.164 \| \| 出典: [12] \| \| \| \| | - 注: いずれもトップ5まで掲載。 |                  |          |
| 順位 | ドライバー                      | コンストラクター | タイム   |
| 1 | C.サインツ                      | フェラーリ       | 1:13.013 |
| 2 | L.ノリス                        | マクラーレン     | 1:13.043 |
| 3 | C.ルクレール                    | フェラーリ       | 1:13.050 |
| 4 | M.フェルスタッペン              | レッドブル       | 1:13.087 |
| 5 | G.ラッセル                      | メルセデス       | 1:13.164 |
| 出典: |                                 |                  |          |

## 予選
2024年6月22日 16:00 CEST(UTC+2) （特記のない出典: ）
- 気温：24 °C (75 °F) 路面温度：38 °C (100 °F) 天候：曇[14] 路面状況：ドライ

ランド・ノリスが0.02秒の僅差でマックス・フェルスタッペンを抑え、2021年のロシアGP以来となるF1キャリア2回目のポールポジションを獲得した。
ルイス・ハミルトンとジョージ・ラッセルのメルセデス勢がノリスとフェルスタッペンに続く2列目、シャルル・ルクレールとカルロス・サインツのフェラーリ勢が3列目をそれぞれ確保した。アルピーヌ勢が2台ともQ3に進出する一方、サインツとともに母国グランプリを迎えるフェルナンド・アロンソはQ2敗退、フリー走行から下位に沈んでいたRB勢はともにQ1敗退を喫した。

### 予選結果
| 順位                | No. | ドライバー                 | コンストラクター                        | Q1       | Q2       | Q3       | Grid |
| ------------------- | --- | -------------------------- | --------------------------------------- | -------- | -------- | -------- | ---- |
| 1                   | 4   | ランド・ノリス             | マクラーレン-メルセデス                 | 1:12.386 | 1:11.872 | 1:11.383 | 1    |
| 2                   | 1   | マックス・フェルスタッペン | レッドブル-ホンダ・RBPT                 | 1:12.306 | 1:11.653 | 1:11.403 | 2    |
| 3                   | 44  | ルイス・ハミルトン         | メルセデス                              | 1:12.143 | 1:11.792 | 1:11.701 | 3    |
| 4                   | 63  | ジョージ・ラッセル         | メルセデス                              | 1:12.456 | 1:11.812 | 1:11.703 | 4    |
| 5                   | 16  | シャルル・ルクレール       | フェラーリ                              | 1:12.257 | 1:12.038 | 1:11.731 | 5    |
| 6                   | 55  | カルロス・サインツ         | フェラーリ                              | 1:12.403 | 1:11.874 | 1:11.736 | 6    |
| 7                   | 10  | ピエール・ガスリー         | アルピーヌ-ルノー                       | 1:12.651 | 1:12.079 | 1:11.857 | 7    |
| 8                   | 11  | セルジオ・ペレス           | レッドブル-ホンダ・RBPT                 | 1:12.477 | 1:12.054 | 1:12.061 | 11 1 |
| 9                   | 31  | エステバン・オコン         | アルピーヌ-ルノー                       | 1:12.691 | 1:12.109 | 1:12.125 | 8    |
| 10                  | 81  | オスカー・ピアストリ       | マクラーレン-メルセデス                 | 1:12.460 | 1:12.011 | No Time  | 9    |
| 11                  | 14  | フェルナンド・アロンソ     | アストンマーティン・アラムコ-メルセデス | 1:12.505 | 1:12.128 | n/a      | 10   |
| 12                  | 77  | バルテリ・ボッタス         | キック・ザウバー-フェラーリ             | 1:12.758 | 1:12.227 | n/a      | 12   |
| 13                  | 27  | ニコ・ヒュルケンベルグ     | ハース-フェラーリ                       | 1:12.708 | 1:12.310 | n/a      | 13   |
| 14                  | 18  | ランス・ストロール         | アストンマーティン・アラムコ-メルセデス | 1:12.881 | 1:12.372 | n/a      | 14   |
| 15                  | 24  | 周冠宇                     | キック・ザウバー-フェラーリ             | 1:12.880 | 1:12.738 | n/a      | 15   |
| 16                  | 20  | ケビン・マグヌッセン       | ハース-フェラーリ                       | 1:12.937 | n/a      | n/a      | 16   |
| 17                  | 22  | 角田裕毅                   | RB-ホンダ・RBPT                         | 1:12.985 | n/a      | n/a      | 17   |
| 18                  | 3   | ダニエル・リカルド         | RB-ホンダ・RBPT                         | 1:13.075 | n/a      | n/a      | 18   |
| 19                  | 23  | アレクサンダー・アルボン   | ウィリアムズ-メルセデス                 | 1:13.153 | n/a      | n/a      | PL 2 |
| 20                  | 2   | ローガン・サージェント     | ウィリアムズ-メルセデス                 | 1:13.509 | n/a      | n/a      | 19 3 |
| 107% time: 1:17.193 |     |                            |                                         |          |          |          |      |
| 出典:               |     |                            |                                         |          |          |          |      |

追記
- ^1 - ペレスは前戦カナダGPの決勝でクラッシュした後、マシンに大きなダメージを負った状態でピットまで戻った行為が危険走行とみなされ、本GPで3グリッド降格のペナルティを受ける[18][19]
- ^2 - アルボンはパルクフェルメ下でパワーユニットのコンポーネント（ともに3基目のエナジーストア（ES）とコントロールエレクトロニクス（CE）[注 2]）を交換したため、決勝はピットレーンからスタートする[20][21]
- ^3 - サージェントはQ1でストロールのアタックを妨害したしたため3グリッド降格[22][23]

## 決勝
2024年6月23日 15:00 CEST(UTC+2)  （特記のない出典: ）
- 気温：24 °C (75 °F) 路面温度：42 °C (108 °F) 天候：晴 路面状況：ドライ

マックス・フェルスタッペンが今季7勝目を挙げた。
ポールポジションからスタートしたランド・ノリスは隣を走るフェルスタッペンを牽制するが、その隙をついたジョージ・ラッセルがターン1のアウト側から2台を抜き去って首位に立ち、ノリスはフェルスタッペンにも抜かれて3位に後退した。フェルスタッペンは3周目にラッセルを抜いて首位に浮上し、以後はフェルスタッペンがレースの主導権を握った。ノリスはファステストラップを出して首位フェルスタッペンに迫る走りを見せたが、フェルスタッペンに2.219秒及ばなかった。3位のルイス・ハミルトンは今季初の表彰台を獲得し、2007年のデビューから18年連続で表彰台に立った。角田裕毅はひどいアンダーステアに悩まされ続け、ピットレーンの速度違反でペナルティを受けるなどいいところがなく19位に終わった。

### レース結果
| 順位  | No. | ドライバー                 | コンストラクター                        | 周回数 | タイム/リタイア原因 | Grid | Pts.  |
| ----- | --- | -------------------------- | --------------------------------------- | ------ | ------------------- | ---- | ----- |
| 1     | 1   | マックス・フェルスタッペン | レッドブル-ホンダ・RBPT                 | 66     | 1:28:20.227         | 2    | 25    |
| 2     | 4   | ランド・ノリス             | マクラーレン-メルセデス                 | 66     | +2.219              | 1    | 19 FL |
| 3     | 44  | ルイス・ハミルトン         | メルセデス                              | 66     | +17.790             | 3    | 15    |
| 4     | 63  | ジョージ・ラッセル         | メルセデス                              | 66     | +22.320             | 4    | 12    |
| 5     | 16  | シャルル・ルクレール       | フェラーリ                              | 66     | +22.709             | 5    | 10    |
| 6     | 55  | カルロス・サインツ         | フェラーリ                              | 66     | +31.028             | 6    | 8     |
| 7     | 81  | オスカー・ピアストリ       | マクラーレン-メルセデス                 | 66     | +33.760             | 9    | 6     |
| 8     | 11  | セルジオ・ペレス           | レッドブル-ホンダ・RBPT                 | 66     | +59.524             | 11   | 4     |
| 9     | 10  | ピエール・ガスリー         | アルピーヌ-ルノー                       | 66     | +1:02.025           | 7    | 2     |
| 10    | 31  | エステバン・オコン         | アルピーヌ-ルノー                       | 66     | +1:11.889           | 8    | 1     |
| 11    | 27  | ニコ・ヒュルケンベルグ     | ハース-フェラーリ                       | 66     | +1:19.215 1         | 13   |       |
| 12    | 14  | フェルナンド・アロンソ     | アストンマーティン・アラムコ-メルセデス | 65     | +1 Lap              | 10   |       |
| 13    | 24  | 周冠宇                     | キック・ザウバー-フェラーリ             | 65     | +1 Lap              | 15   |       |
| 14    | 18  | ランス・ストロール         | アストンマーティン・アラムコ-メルセデス | 65     | +1 Lap              | 14   |       |
| 15    | 3   | ダニエル・リカルド         | RB-ホンダ・RBPT                         | 65     | +1 Lap              | 18   |       |
| 16    | 77  | バルテリ・ボッタス         | キック・ザウバー-フェラーリ             | 65     | +1 Lap              | 12   |       |
| 17    | 20  | ケビン・マグヌッセン       | ハース-フェラーリ                       | 65     | +1 Lap              | 16   |       |
| 18    | 23  | アレクサンダー・アルボン   | ウィリアムズ-メルセデス                 | 65     | +1 Lap              | PL   |       |
| 19    | 22  | 角田裕毅                   | RB-ホンダ・RBPT                         | 65     | +1 Lap 1            | 17   |       |
| 20    | 2   | ローガン・サージェント     | ウィリアムズ-メルセデス                 | 64     | +2 Laps             | 19   |       |
| 出典: |     |                            |                                         |        |                     |      |       |

追記
- ^FL - ファステストラップの1点を含む
- ^1 - ヒュルケンベルグと角田はピットレーンの速度違反により5秒のタイムペナルティ（ピットストップでペナルティを消化しなかったため、レースタイムに5秒加算）[31][32][33][34]

勝者マックス・フェルスタッペンの平均速度
- 208.679 km/h (129.667 mph)

ファステストラップ
- ランド・ノリス - 1:17.115（51周目）

ラップリーダー
太字は最多ラップリーダー
- ジョージ・ラッセル - 2周 (1-2)
- マックス・フェルスタッペン - 55周 (3-17, 24-44, 48-66)
- ランド・ノリス - 9周 (18-23, 45-47)

達成された主な記録
（特記のない出典: ）
- ドライバー
  - 18シーズン連続表彰台: ルイス・ハミルトン - 2007年のF1デビューから全てのシーズンで表彰台に立ち、自身が持つ記録を更新[26]。
- コンストラクター
  - 通算120勝: レッドブル
- その他
  - 全車完走（20台）[38]

## 第10戦終了時点のランキング
|       | 順位 | ドライバー                 | ポイント |
| ----- | ---- | -------------------------- | -------- |
|       | 1    | マックス・フェルスタッペン | 219      |
| 1     | 2    | ランド・ノリス             | 150      |
| 1     | 3    | シャルル・ルクレール       | 148      |
|       | 4    | カルロス・サインツ         | 116      |
|       | 5    | セルジオ・ペレス           | 111      |
| 出典: |      |                            |          |

|       | 順位 | コンストラクター                        | ポイント |
| ----- | ---- | --------------------------------------- | -------- |
|       | 1    | レッドブル-ホンダ・RBPT                 | 330      |
|       | 2    | フェラーリ                              | 270      |
|       | 3    | マクラーレン-メルセデス                 | 237      |
|       | 4    | メルセデス                              | 151      |
|       | 5    | アストンマーティン・アラムコ-メルセデス | 58       |
| 出典: |      |                                         |          |

- 注：いずれもトップ5まで掲載。